# Thomas Gravesen
Thomas Gravesen (Vejle, 1976. március 11. –) visszavonult dán válogatott labdarúgó, középpályás

## Pályafutása

### Klubcsapatokban
Thomas Gravesen profi karrierjét a Vejle Boldklubban kezdte, ahol középpályást játszott. Nagy kockázattal játszotta a pozíciót, ami általában a csapat javára vált – de időnként költséggel is. Nagy áttörését az 1996/1997-es szezonban érte el, ahol a VB-vel együtt ezüstérmet szerzett a Szuperligában. 
Az ezüstszezon után Gravesen a német Hamburger SV-hez igazolt, ahol azonnali sikert aratott, és hozzájárult ahhoz, hogy a klub kvalifikálja magát az UEFA Bajnokok Ligájába. 
2000-ben a HSV közönségkedvence az angliai Everton FC-hez szerződött, ahol a liga egyik legjobb középső középpályásává fejlődött. 
Ez a válogatottban nyújtott jó szerepléssel párosulva lehetőséget adott neki 2005-ben, hogy a spanyol Real Madridhoz váltson. Gravesen jól kezdett a spanyol fővárosban, olyan beceneveket szerzett, mint az "El ogro" (a szörny) és a "Shrek", de mivel a csapat nem ért el sikert, Gravesen teljesítménye is visszaesett, és az lett a vége, hogy a spanyol sajtó kikezdte őt, és ezt csak tetézte, hogy egy edzésen összeverekedett a madridiak brazil csatárával, Robinhóval. Ennek eredményeként Gravesen 2006-ban a skót Celtic FC-hez igazolt, ahol a klub minden idők legdrágább játékosa lett. 
A Celticnél való tartózkodás a hanyatlás kezdete volt, ami Gravesen önéletrajzát tekintve kissé meglepőnek mondható. A Glasgow Rangers elleni remek játéka, valamint a St. Mirren elleni három gólja dacára kicsúszott a kezdőből, hamar összeveszett az edzővel, Gordon Strachannal, majd lefokozták a klub tartalékcsapatába. 2007 nyarán a Celtic megpróbálta eladni Gravesent, de sikertelenül. Ehelyett 2007. augusztus 30-án kölcsönadták az Everton FC-nek, ahol korábban nagy személyes sikereket ért el. A lépés azonban nem járt sikerrel, 2008 nyarán a szezon után vissza kellett térnie a Celtichez, ahol kikerült a keretből
2009 januárjában Thomas Gravesen úgy döntött, hogy befejezi pályafutását életkora és a Celticnél betöltött helyzete miatt.

### A válogatottban
Thomas Gravesen 1995-ben három meccset kapott a dán U19-es válogatottban, míg a következő években 11-szer szerepelt az U21-es válogatottban és szerzett négy gólt. Sokan úgy gondolták, hogy Thomas Gravesennek már a vb-selejtezőkön kellett volna bemutatkoznia az 1996/1997-es szezonban, de az akkori válogatott edző, Bo Johansson mentálisan instabilnak minősítette Gravesent, és úgy döntött, hogy figyelmen kívül hagyja őt a válogatottban. Ez egy példa arra, hogy Gravesen pályafutása során ellentmondásos és vitatott személy volt. 
A hamburgi sikerrel azonban fokozatosan nehézzé vált Johansson figyelmen kívül hagyása, és 1998. augusztus 19-én lépett pályára először az A-válogatottban a Csehország elleni barátságos mérkőzésen, valamint az Európa-bajnokságon is tagja volt a keretnek.
Az Eb után Morten Olsen átvette a szövetségi kapitányi munkát, Gravesen magabiztosabbá vált, és hamarosan a nemzeti csapat központi szereplőjévé vált. Így volt ez a 2002-es világbajnokság és a 2004-es Európa-bajnokságon is. Látványosabb erőfeszítései közé tartozik a 2002-es, Izland elleni vb-selejtező, ahol Dánia 6-0-ra nyert, többek között Gravesen két góljának köszönhetően. 
Ez összesen 66 A-s válogatott meccset eredményezett, amelyeken öt gólt szerzett. Gyakran kemény kutyaként szerepelt a középpályán, és nagyon sikeres volt az ugyanilyen keményen dolgozó Stig Tøftinggel való együttműködésben, valamint a válogatottban Christian Poulsennel való kiállása után 
Thomas Gravesen 2006-ban hirtelen úgy döntött, hogy kilép a válogatottból. A döntés nem sokkal azután született, hogy Gravesen egy interjúban pozitívan nyilatkozott a válogatottról és a saját csapatban betöltött szerepéről, ezért is sok kritikát kapott a döntés. Amikor Gravesen ugyanebben az időszakban a sajtó bojkottálása mellett döntött, sok többé-kevésbé kreatív természetű spekuláció következett.

## Sikerei, díjai

### Klubcsapatokkal
- Vejle BK:
  - Dán bajnoki ezüstérmes: 1997
- Real Madrid:
  - Spanyol bajnoki ezüstérmes: 2005, 2006
- Celtic:
  - Skót bajnok: 2007

## Külső hivatkozások
- Gravesen profilja a DBU honlapján Archiválva 2011. május 18-i dátummal a Wayback Machine-ben (dánul)
- Pályafutása statisztikái a footballdatabase.com-on (angolul)
- Profil a footballdatabase.eu-n (angolul)
- Thomas Gravesen pályafutásának statisztikái a Soccerbase oldalon (angolul)

- Thomas Gravesen adatlapja a national-football-teams.com-on Archiválva 2007. december 12-i dátummal a Wayback Machine-ben (angolul)
- Pályafutása statisztikái a fussballdaten.de-n (németül)